# Sita Sibiri
Sita Sibiri (7 marzo 2004) è una velocista e ostacolista burkinabè ha vinto la medaglia di bronzo ai Giochi panafricani di Accra in Ghana nei 400 metri piani.

## Record nazionali
Seniores
- 400 m piani: 51"72 ( Accra, 20 marzo 2024)

## Progressione

### 400 metri piani
| Stagione | Misura | Luogo          | Data      | Rank. Mond. |
| -------- | ------ | -------------- | --------- | ----------- |
| 2024     | 51"74  | Accra          | 20-3-2024 |             |
| 2023     | 53"13  | Kinshasa       | 1-8-2023  |             |
| 2022     | 57"34  | Bobo-Dioulasso | 2-7-2022  |             |

### 400 metri ostacoli
| Stagione | Misura  | Luogo          | Data      | Rank. Mond. |
| -------- | ------- | -------------- | --------- | ----------- |
| 2024     | 59"09   | Accra          | 21-3-2024 |             |
| 2023     | 58"04   | Kinshasa       | 4-8-2023  |             |
| 2022     | 1'00"58 | Bobo-Dioulasso | 2-7-2022  |             |

## Palmarès
| Anno | Manifestazione           | Sede         | Evento      | Risultato | Prestazione | Note                          |
| ---- | ------------------------ | ------------ | ----------- | --------- | ----------- | ----------------------------- |
| 2022 | Campionati africani      | Saint-Pierre | 400 m hs    | Batteria  | 1'01"17     | [ 1 ]                         |
| 2022 | Campionati africani      | Saint-Pierre | 4x100 m     | 7ª        | 58"06       | [ 2 ]                         |
| 2022 | Mondiali U20             | Cali         | 400 m hs    | Batteria  | 1'03"52     |                               |
| 2023 | Africani U20             | Ndola        | 100 m hs    | 4ª        | 15.02       | Miglior prestazione personale |
| 2023 | Africani U20             | Ndola        | 400 m hs    | Argento   | 1'00"50     |                               |
| 2023 | Giochi della Francofonia | Kinshasa     | 400 m piani | Argento   | 53"13       | [ 3 ]                         |
| 2023 | Giochi della Francofonia | Kinshasa     | 400 m hs    | Bronzo    | 58"04       | [ 3 ]                         |
| 2024 | Giochi panafricani       | Accra        | 400 m piani | Bronzo    | 51"74       | [ 4 ]                         |
| 2024 | Giochi panafricani       | Accra        | 400 m hs    | Finale    | dns         | [ 5 ] [ 6 ]                   |
| 2025 | Mondiali indoor          | Nanchino     | 400 m piani | Batteria  | 55"54       | Record nazionale              |

## Campionati nazionali
- 1 volta campionessa nazionale marocchina dei 400 metri piani (2023)
- 1 volta campionessa nazionale marocchina dei 400 metri ostacoli (2023)

2022
- Bronzo ai campionati burkinabè (Bobo-Dioulasso), 400 m piani - 57"34
- Bronzo ai campionati burkinabè (Bobo-Dioulasso), 400 m ostacoli - 1'00"58

2023
- Argento ai campionati burkinabè (Bobo-Dioulasso), 200 m piani - 24"39
- Oro ai campionati burkinabè (Bobo-Dioulasso), 400 m piani - 55"04
- Oro ai campionati burkinabè (Bobo-Dioulasso), 400 m ostacoli - 1'01"86